# Conseil spécial du Bas-Canada
18 avril 1838 au 10 février, 1841
Hôtel du Gouvernement
 (Château Ramezay)
Montréal, Bas-Canada
Le Conseil spécial du Bas-Canada est institué le 27 mars 1838 en vertu de l'Acte pour établir des dispositions temporaires pour le gouvernement du Bas-Canada, adopté à Londres le 10 février précédent. Il s’agit d’une réponse au soulèvement de patriotes survenu à l’automne 1837. L’Acte constitutionnel de 1791 est suspendu jusqu’au 1er novembre 1840. La Chambre d’assemblée et le Conseil législatif sont dissous et remplacés par un Conseil spécial. Celui-ci cumule les fonctions législatives et exécutives.
Sir John Colborne, qui administre alors le Bas-Canada, procède à la nomination de 22 conseillers au Conseil spécial. La première session s’ouvre le 18 avril 1838 au Château Ramezay. Le 23 avril, Colborne adopte une ordonnance qui suspend l'habeas corpus jusqu’au 24 août.
Le nouveau gouverneur John George Lambton, 1er comte de Durham, entre en fonction le 29 mai 1838. Le 28 juin, Durham ouvre la session de son nouveau Conseil spécial et adopte une ordonnance d’amnistie générale à l’exception de quelques personnes. Son ordonnance est toutefois désavouée à Londres et Durham décide de démissionner. Après son départ, John Colborne recouvre ses fonctions d’administrateur le 1er novembre 1838. Le 2 novembre, il rappelle pratiquement tous ses anciens membres au Conseil spécial. Le vieux brulot mâte le soulèvement des Frères chasseurs à Odelltown en novembre. Le 8 novembre, le Conseil spécial suspend à nouveau l’habeas corpus. La rébellion est réprimée : arrestations, emprisonnements, déportations et peines capitales.
En novembre 1839, le Conseil spécial approuve la proposition d'union législative des deux Canadas du gouverneur général Sydenham, tel que le souhaitait Lord Russell. Le Haut-Canada, qui possède toujours une assemblée législative élue, l'approuve également. En Angleterre, la Chambre des Communes adopte ensuite l’Acte d’Union le 18 juin 1840. Le Conseil spécial subsiste jusqu’au 9 février 1841 et le 10 novembre, la Loi de l'Union est promulguée dans la nouvelle Province du Canada.

## Histoire

### La rébellion de 1837

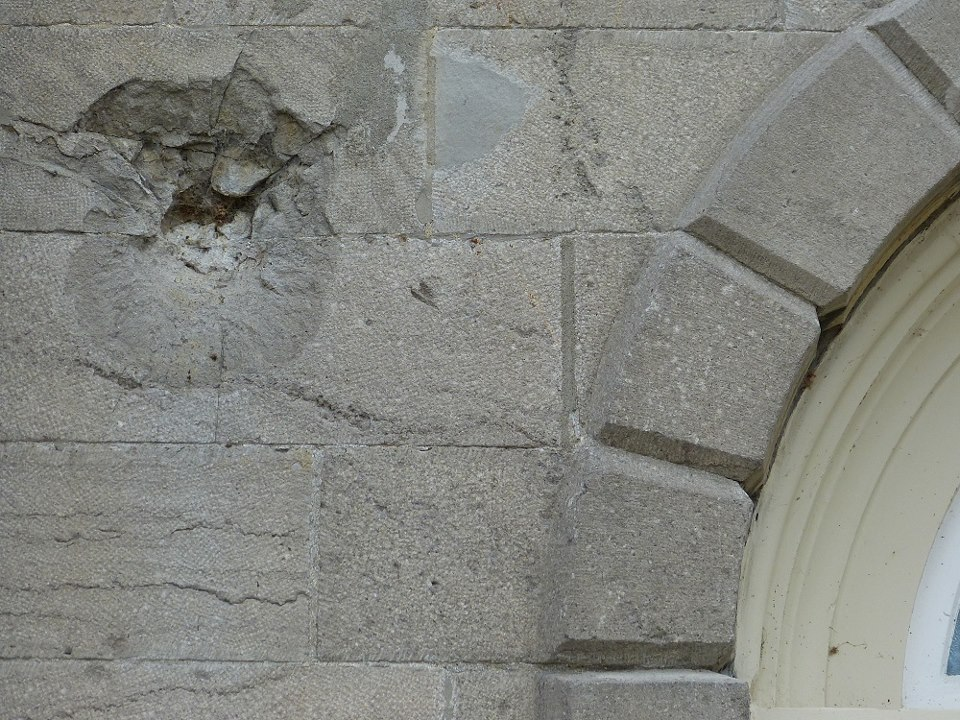
Les patriotes affrontent les troupes britanniques en 1837 à Saint-Eustache.

En mars 1837, Lord John Russell, secrétaire d’État aux colonies, présente des résolutions concernant les affaires du Bas-Canada. C’est ni plus ni moins que le rejet des 92 Résolutions et des principales demandes de la Chambre d’assemblée. Pendant tout le printemps et l’été, des assemblées sont organisées pour protester contre les résolutions Russell et les chefs patriotes y haranguent la foule. Le 26 août 1837, le gouverneur Gosford proroge la 4e session du Parlement.
Les événements s’accélèrent à la fin de l’année et les patriotes en viennent à prendre les armes. Le 23 novembre 1837, les patriotes parviennent à mettre les troupes britanniques en déroute à Saint-Denis. Or, le 25 novembre et le 14 décembre, les troupes britanniques sortent victorieuses des batailles de Saint-Charles et Saint-Eustache. Forts de ces deux victoires, qui concluent le soulèvement patriote, elles incendient les villages de Saint-Benoît et de Saint-Eustache. Sans chef, Louis-Joseph Papineau s’étant réfugié aux États-Unis après qu’un mandat d’arrêt ait été émis contre lui, quatorze députés, dont Louis-Hippolyte LaFontaine, s’adressent au gouverneur le 16 décembre pour qu’il convoque le Parlement, en vain. Le gouverneur Gosford refuse en effet d’accéder à cette demande presque immédiatement.

### La Constitution est suspendue
Le 16 janvier 1838, Lord Russel dépose à Londres un projet de loi afin de prendre temporairement en charge le gouvernement du Bas-Canada. Dans un geste exceptionnel, l’Acte constitutionnel, en vigueur depuis 1791, est suspendu jusqu’au 1er novembre 1840. La Chambre d’assemblée et le Conseil législatif sont dissous. Ils sont remplacés par un Conseil spécial qui cumule les fonctions législatives et exécutives au Bas-Canada. Enfin, Londres souhaite dépêcher Lord Durham au Bas-Canada comme gouverneur pour qu’il puisse en même temps faire enquête sur la situation coloniale et les causes du soulèvement.
Le 10 février 1838, Londres va de l’avant et adopte l’Acte pour établir des dispositions temporaires pour le gouvernement du Bas-Canada. Le Conseil législatif et la Chambre d’assemblée du Bas-Canada sont suspendus. Les deux chambres seront remplacées par un Conseil spécial qui pourra être formé « d’autant de conseillers spéciaux qu’il [paraîtra] convenable ».

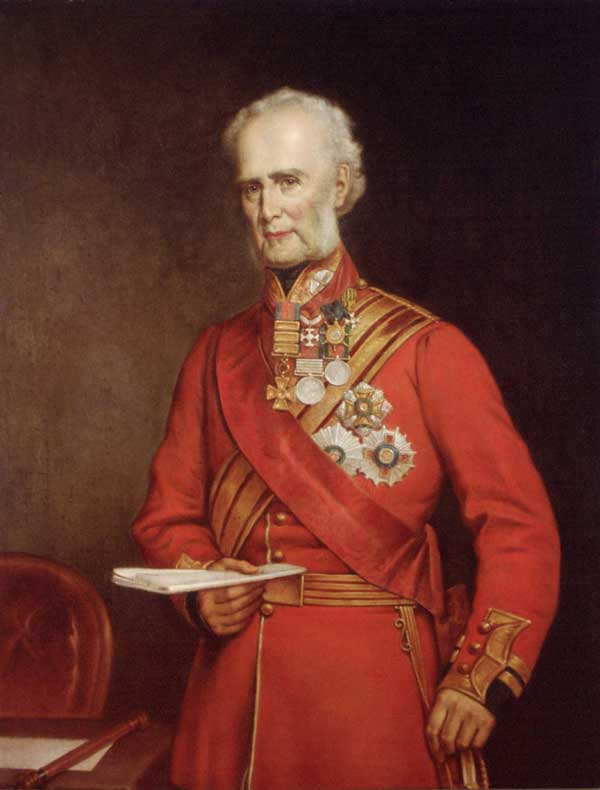
John Colborne préside le Conseil spécial du Bas-Canada.

À cela s’ajoute un changement important à la tête de l’administration coloniale. En effet, Archibald Acheson, 2e comte de Gosford ayant demandé son rappel, Sir John Colborne, qui est commandant en chef des forces britanniques depuis 1836, devient administrateur du Bas-Canada le 27 février.
Un mois plus tard, Colborne procède à la proclamation de l’acte voté à Londres et qui remplace le gouvernement de la colonie bas-canadienne par un régime temporaire. À partir de ce moment, seul le gouverneur peut proposer des ordonnances pour administrer la colonie. Il a même le pouvoir de modifier ou de suspendre toutes lois adoptées par la Chambre d’assemblée depuis 1792. Pour sa part, le gouvernement britannique conserve son pouvoir de désaveu des lois adoptées dans sa colonie.
Le 2 avril, Colborne procède à la nomination de 22 conseillers au Conseil spécial. Le premier conseil est formé des anglophones Thomas Brown Anderson, James Cuthbert, William Plenderleath Christie, Samuel Gerrard, Paul Holland Knowlton, Peter McGill (McCutcheon), John Molson (fils), John Neilson, Turton Penn, Ichabod Smith, James Stuart et William Walker. Du côté des francophones, on retrouve Charles-Eusèbe Casgrain, Charles-Étienne Chaussegros de Léry, Amable Dionne, Joseph Dionne, Joseph-Édouard Faribault, Barthélemy Joliette, Marc-Pascal de Sales Laterrière, Étienne Mayrand, Toussaint Pothier, Jules-Maurice Quesnel et Pierre de Rastel de Rocheblave. Dans un deuxième temps, le greffier du Conseil spécial (William Burns Lindsay) et les assistants-greffiers (Georges-Barthélemi Faribault et Charles de Léry) sont nommés quelques jours plus tard.
La première session s’ouvre enfin le 18 avril 1838 au Château Ramezay. Colborne ayant décidé d’établir son gouvernement près des lieux des troubles, le Conseil spécial siège à Montréal. Si le gouverneur préside le Conseil, dans les faits, les travaux sont conduits par quelqu’un d’autre. James Cuthbert devient ainsi le premier président du Conseil spécial au cours du même mois.
Le 23 avril 1838, l’administration Colborne adopte une première ordonnance qui suspend l'habeas corpus jusqu’au 24 août de la même année. La loi martiale entre dès lors en vigueur. La question des prisonniers occupera les travaux du gouverneur et du Conseil spécial dans les semaines suivantes.

### Le gouverneur Durham
Entre-temps, le gouverneur chargé d’enquêter sur la situation bas-canadienne arrive dans la colonie. John George Lambton, 1er comte de Durham, entre en fonction le 29 mai 1838. Il s’installe à Québec où il impose immédiatement sa marque. Le 1er juin, Durham procède à la dissolution du Conseil spécial.

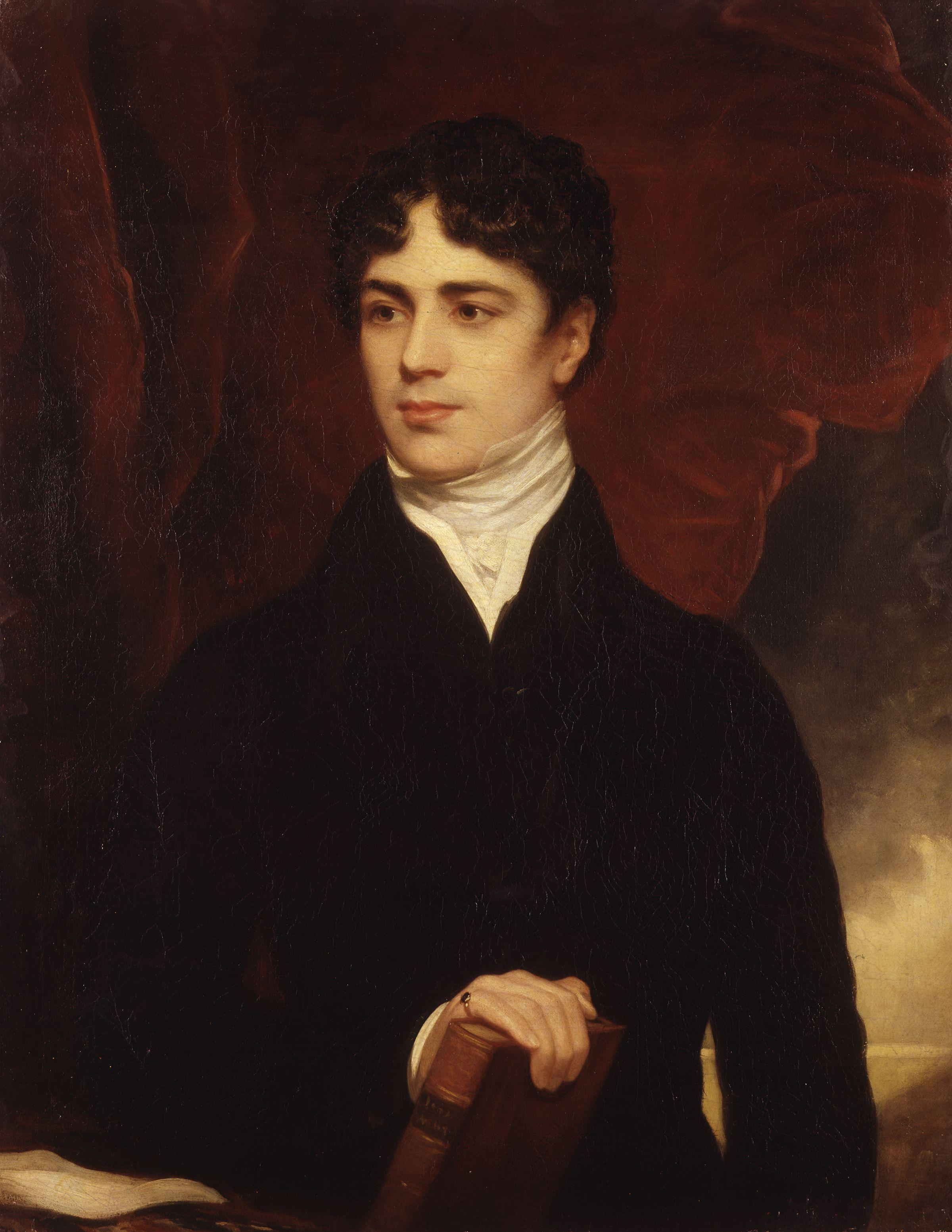
John George Lambton lord Durham vient enquêter sur la situation bas-canadienne en 1838.

Le 28 juin, le gouverneur ouvre la session du Conseil spécial. Il y a nommé son premier secrétaire, Charles Buller, ainsi que des militaires : George Couper, Charles Grey, sir James Mcdonnell et sir Charles Paget. En juillet et août 1838, deux nouvelles personnes y sont nommées : John Clitherow et Arthur William Buller.
Toujours le 28 juin 1838, Durham pose un geste qui sera lourd de conséquences pour lui dans un proche avenir. Préoccupé par la question des prisonniers patriotes qui croupissent encore dans les prisons (il en reste un peu plus de 150), le gouverneur décide d’accorder une amnistie générale qui exclut 16 personnes qui se sont temporairement exilées aux États-Unis (notamment Louis-Joseph Papineau, Ludger Duvernay et Edmund Bailey O’Callaghan). Par ailleurs, 8 prisonniers patriotes (parmi lesquels se trouvent Wolfred Nelson) devront être déportés aux Bermudes et d’autres jugés pour meurtre.
En Angleterre, le gouvernement procède à une légère modification de l’Acte pour établir des dispositions temporaires pour le gouvernement du Bas-Canada le 17 août (le Conseil spécial devra être composé d’un minimum de 20 membres et ses pouvoirs seront restreints en matière de taxation) puis, trois jours plus tard, il use de son pouvoir de désaveu quant à l’ordonnance que Lord Durham a fait adopter le 28 juin précédent concernant les prisonniers.
À l’automne, Durham apprend que son ordonnance a été désavouée. Le 31 octobre 1838, la dernière séance du Conseil spécial sous sa présidence a lieu. Dès le lendemain, ne se sentant plus légitime aux yeux de la métropole, le gouverneur Durham quitte à la fois ses fonctions et la colonie.

### Colborne reprend ses fonctions d’administrateur
John Colborne recouvre aussitôt ses fonctions d’administrateur. Toujours à Montréal, il reforme, le 2 novembre 1838, le Conseil spécial en rappelant pratiquement tous ses conseillers d'origine.

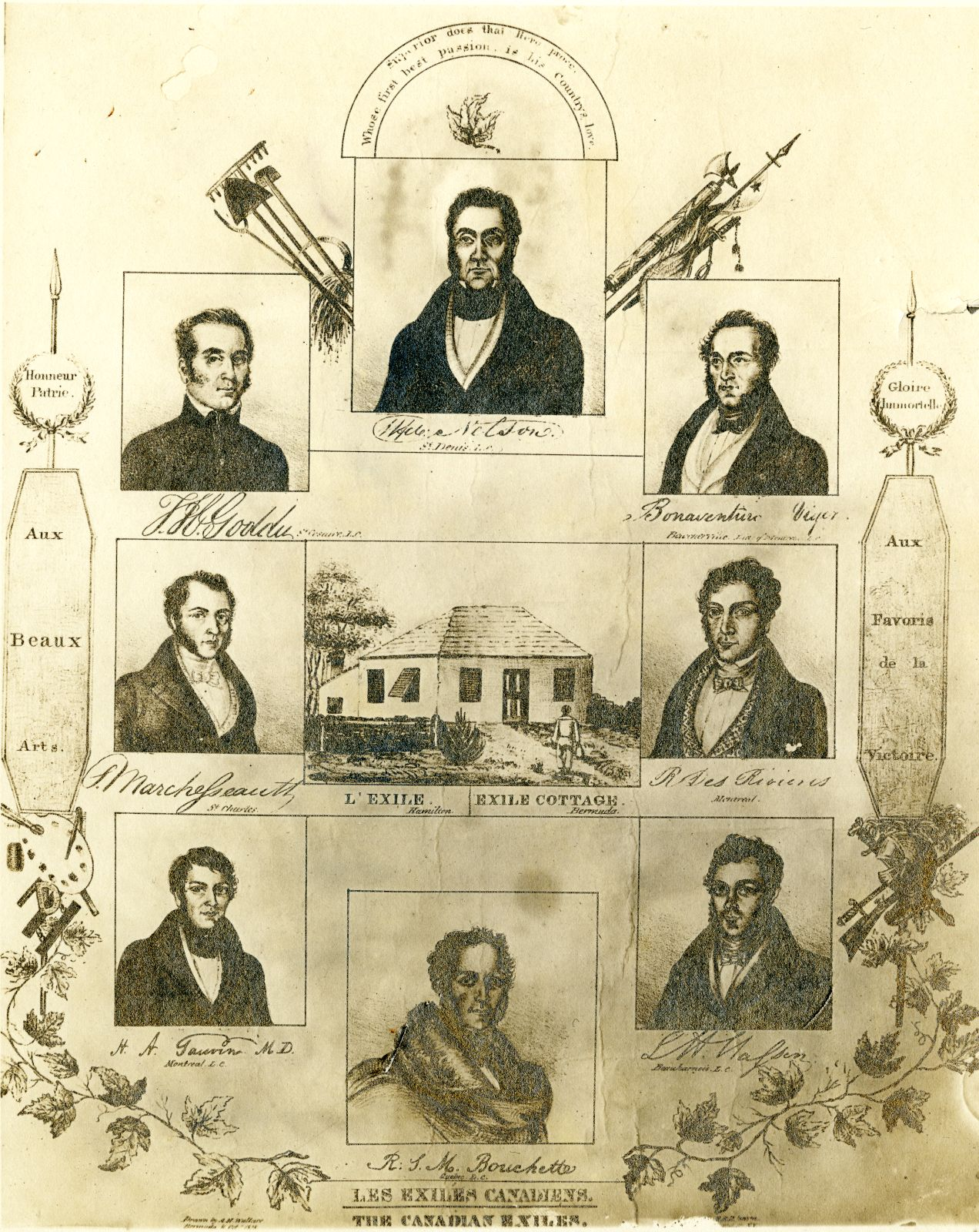
Certains patriotes sont déportés en 1838.

Alors que lord Durham, de retour en Angleterre, commence à rédiger son rapport d’enquête, le gouverneur et son Conseil spécial ont immédiatement une crise à gérer puisqu’un groupe de frères chasseurs, menés par Robert Nelson, se soulèvent le 7 novembre 1838 à Odelltown. Les troupes britanniques et les volontaires loyaux les mâtent rapidement. Colborne fait alors incendier plusieurs fermes et maisons, ce qui lui vaudra dès lors le surnom de vieux brulot.
Dès le 8 novembre, le Conseil spécial suspend à nouveau l’habeas corpus. La rébellion est ensuite rondement réprimée : 855 personnes sont arrêtées, dont des députés comme Jean-Joseph Girouard et Joseph-Narcisse Cardinal, les procès ont lieu entre le 28 novembre et le 8 décembre au terme desquels 143 personnes sont condamnées à être déporté en Australie et 12, à la peine capitale. Les exécutions se déroulent à Montréal entre les 21 décembre 1838 et 15 février 1839.

### L’union des deux Canadas
L’idée d’unir les colonies britanniques nord-américaines revenait périodiquement depuis quelques décennies. Cette fois, elle sera menée jusqu’à terme. Le 31 janvier 1839, Lord Durham remet son rapport à Londres. Il conclut que l’union est devenue incontournable. Un projet d’union est déposé peu après à la Chambre des Communes.
À l’automne, Charles Edward Poulett Thomson, 1er baron Sydenham, devient gouverneur général de l’Amérique du Nord britannique. Entré en fonction en octobre 1839, Lord John Russell l’a chargé en particulier de faire accepter l’union dans les deux colonies.
Dès le 11 novembre, il procède à l’ouverture de la 5e session du Conseil spécial. Deux jours plus tard, le Conseil spécial adopte des résolutions qui lui sont présentées recommandant l’union du Bas et du Haut-Canada sous une même législature. Hormis John Neilson et Jules-Maurice Quesnel qui votent contre, les conseillers acceptent l’union.
Entre août 1839 et mai 1840, Robert Unwin Harwood, Edward Hale (Portneuf), John Wainwright, Edward Hale (Sherbrooke), Jean-Baptiste Taché, Charles Richard Ogden, Dominick Daly, Frederick George Heriot, Henry Black et Charles Dewey Day font leur entrée au Conseil spécial. Le 26 juin 1840, la 5e et dernière session du Conseil spécial est prorogée.
En Angleterre, la Chambre des Communes adopte finalement l’Acte d’Union le 18 juin 1840. Il reçoit la sanction de la reine Victoria le 23 juillet suivant. Le gouverneur Sydenham demeure en poste. Le Conseil spécial subsiste quant à lui jusqu’au 9 février 1841 après quoi le gouvernement devra dorénavant être formé d’un Conseil législatif (20 conseillers) et d’une Chambre d’assemblée (42 députés pour le Bas-Canada et autant pour le Haut-Canada).

## Sessions
Il y a six sessions du Conseil spécial :
- Première (18 avril 1838 — 5 mai 1838)
- Deuxième (28 juin — 31 octobre 1838)
- Troisième (5 novembre 1838 — 21 décembre 1838)
- Quatrième (14 février 1839 — 13 avril 1839)
- Cinquième (11 novembre 1839 — 14 novembre 1839, reprend du 20 avril 1840 au 26 juin 1840)
- Sixième (5 novembre 1840 — 9 février 1841)

## Présidents
Les personnes suivantes exercent la présidence du Conseil, :
- James Cuthbert (18 avril 1838 — 31 octobre 1838)
- Toussaint Pothier (5 novembre 1838 — 13 avril 1839)
- James Stuart (11 novembre 1839 — 28 janvier 1841)
- George Moffatt (28 janvier 1841 — 9 février 1841)